# أغابيتو خيمينيز زامورا
أغابيتو خيمينيز زامورا هو سياسي كوستاريكي، ولد في 24 مايو 1817 في كارتاغو، كوستاريكا ‏ في كوستاريكا، وتوفي في 17 سبتمبر 1879 في سان خوسيه في كوستاريكا.